# Октябрьский (Змеиногорский район)
Октя́брьский — посёлок в Змеиногорском районе Алтайского края России. Административный центр Октябрьского сельсовета.

## География
Посёлок находится в южной части Алтайского края, в пределах Предалтайской равнины, на расстоянии примерно 33 км (по прямой) к западу-северо-западу (WNW) от города Змеиногорск, административного центра района. Абсолютная высота — 392 м над уровнем моря.

### Климат
Климат умеренный, континентальный. Средняя температура января составляет −15,1 °C, июля — +19,2 °C. Годовое количество атмосферных осадков — 650 мм.

## Население
| 1997 | 1998  | 1999  | 2000  | 2001  | 2002 | 2003 |
| ---- | ----- | ----- | ----- | ----- | ---- | ---- |
| 1136 | ↘1130 | ↘1063 | ↘1040 | ↘1007 | ↘985 | ↗997 |
| 2004 | 2005  | 2006  | 2007  | 2008  | 2009 | 2010 |
| ↘980 | ↘926  | ↘889  | ↘863  | ↗870  | ↘833 | ↘797 |
| 2011 | 2012  | 2013  |       |       |      |      |
| ↘793 | ↘757  | ↘745  |       |       |      |      |

### Национальный состав
Согласно результатам переписи 2002 года, в национальной структуре населения русские составляли 92 %.

## Улицы
| - ул. 40 лет Победы, - ул. Алтайская, - пер. Ветеранов, - ул. Западная, - ул. Заречная, | - ул. Комсомольская, - ул. Молодёжная, - ул. Новая, - ул. Озёрная, - ул. Рабочая, | - ул. Садовая, - ул. Советская, - ул. Степная, - ул. Школьная. |

## Инфраструктура
В посёлке функционируют средняя общеобразовательная школа, детский сад, фельдшерско-акушерский пункт (филиал КГБУЗ «Центральная районная больница г. Змеиногорска»), дом культуры, библиотека и отделение Почты России.